# Морковные
Морковные (лат. Daucinae)  — подтриба двудольных растений трибы Скандиксовые (Scandiceae) семейства Сельдерейные (Apiaceae), или Зонтичные.

## Роды
По данным NCBI подтриба включает в себя следующие роды:
- Agrocharis Hochst.
- Ammodaucus Coss.
- Cuminum L. — Кмин, или Комун
- Daucus L. — Морковь typus
- Distichoselinum Garcia-Martin & Silvestre
- Elaeoselinum W.D.J.Koch ex DC.
- Guillonea Coss.
- Laser Borkh. ex G.Gaertn., B.Mey. & Scherb.
- Laserpitium L. — Гладыш
- Margotia Boiss. — Марготия
- Melanoselinum Hoffm.
- Monizia Hoffm. — Монизия
- Orlaya Hoffm.
- Pachyctenium Coss.
- Polylophium Boiss.
- Pseudorlaya (Murb.) Murb.
- Rouya Coincy
- Thapsia L.
- Tornabenea Parl.

## Галерея

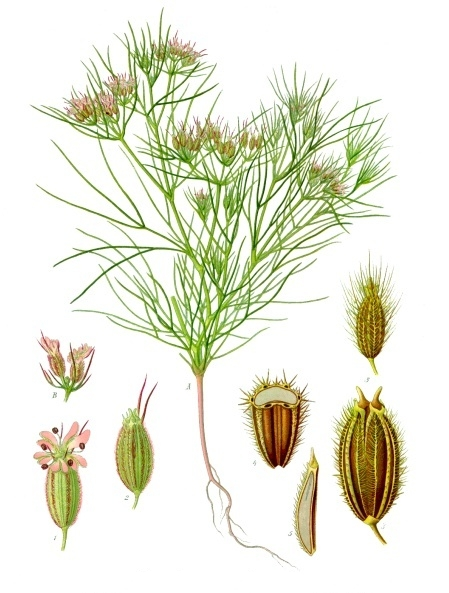
Зира
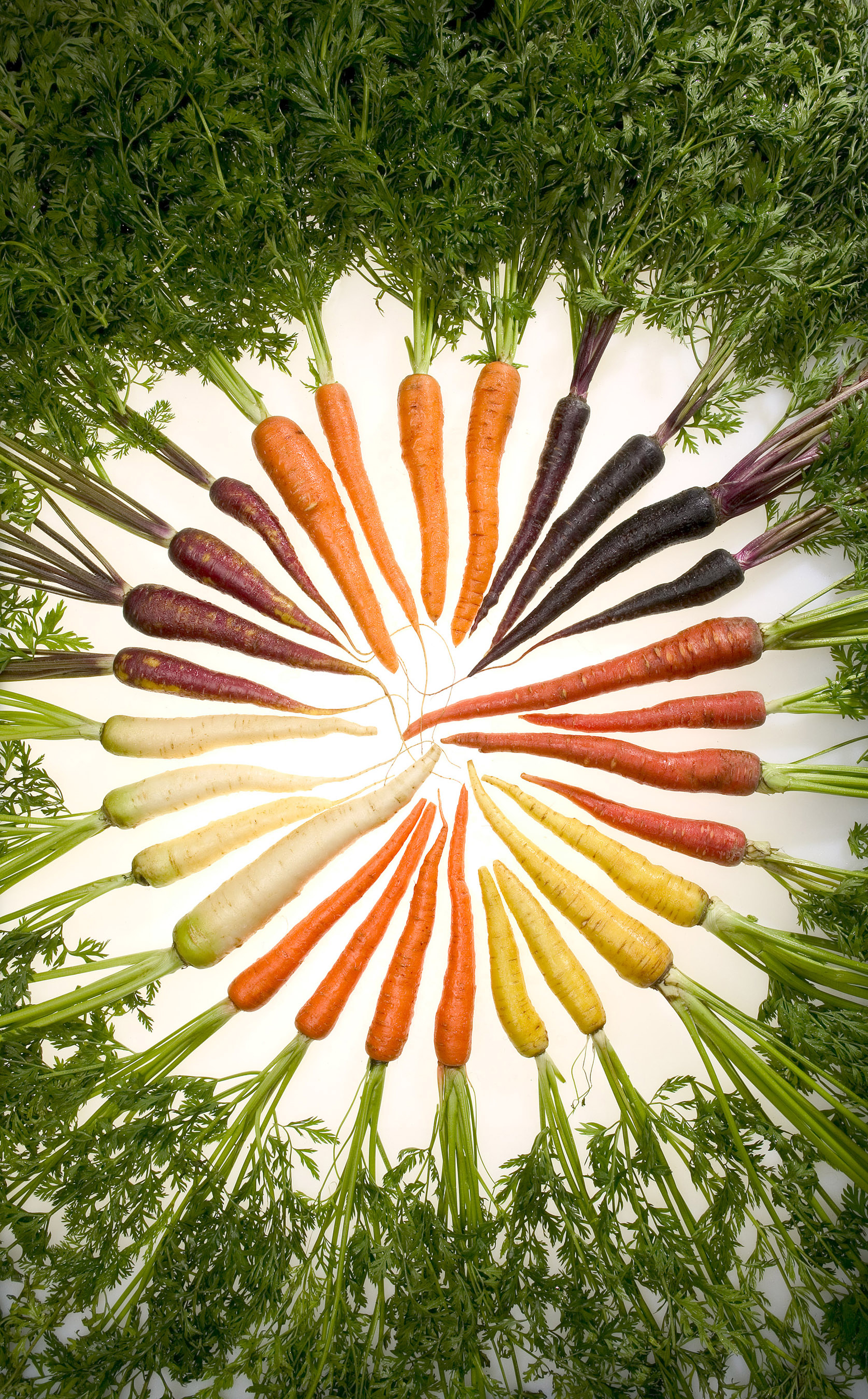
Разноцветные корнеплоды моркови
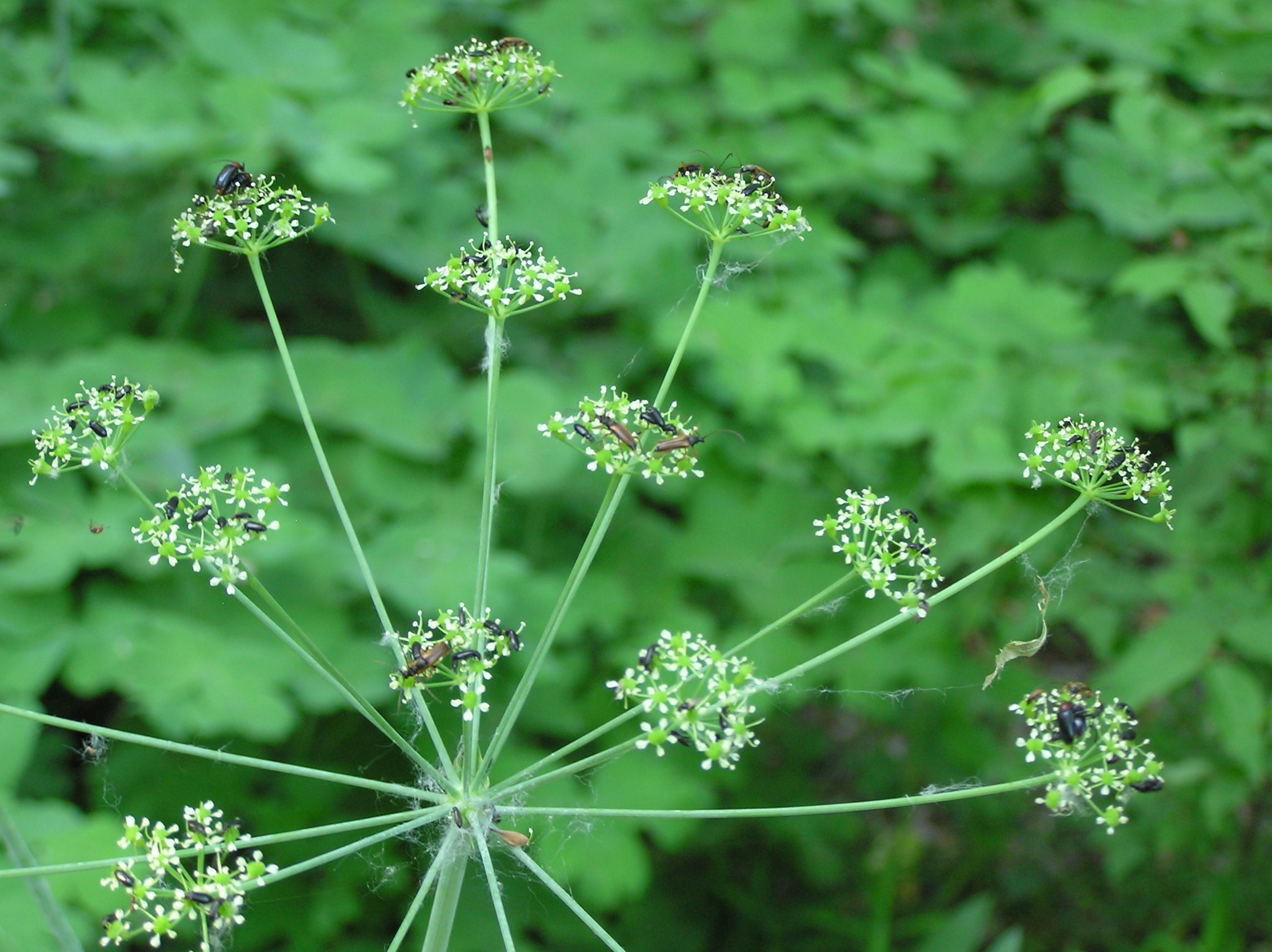
Laser trilobium
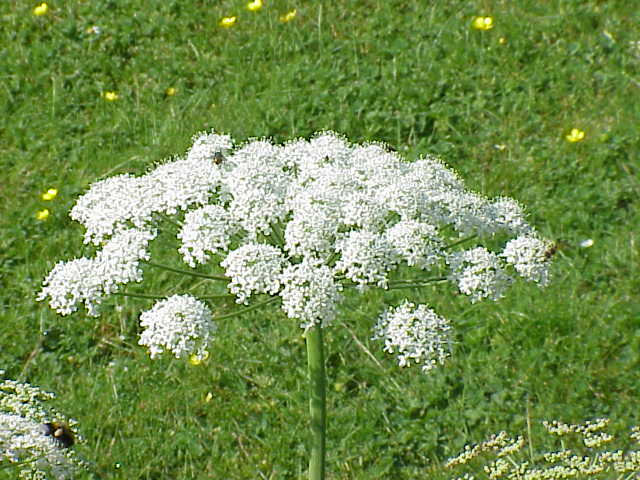
Соцветие Laserpitium latifolium
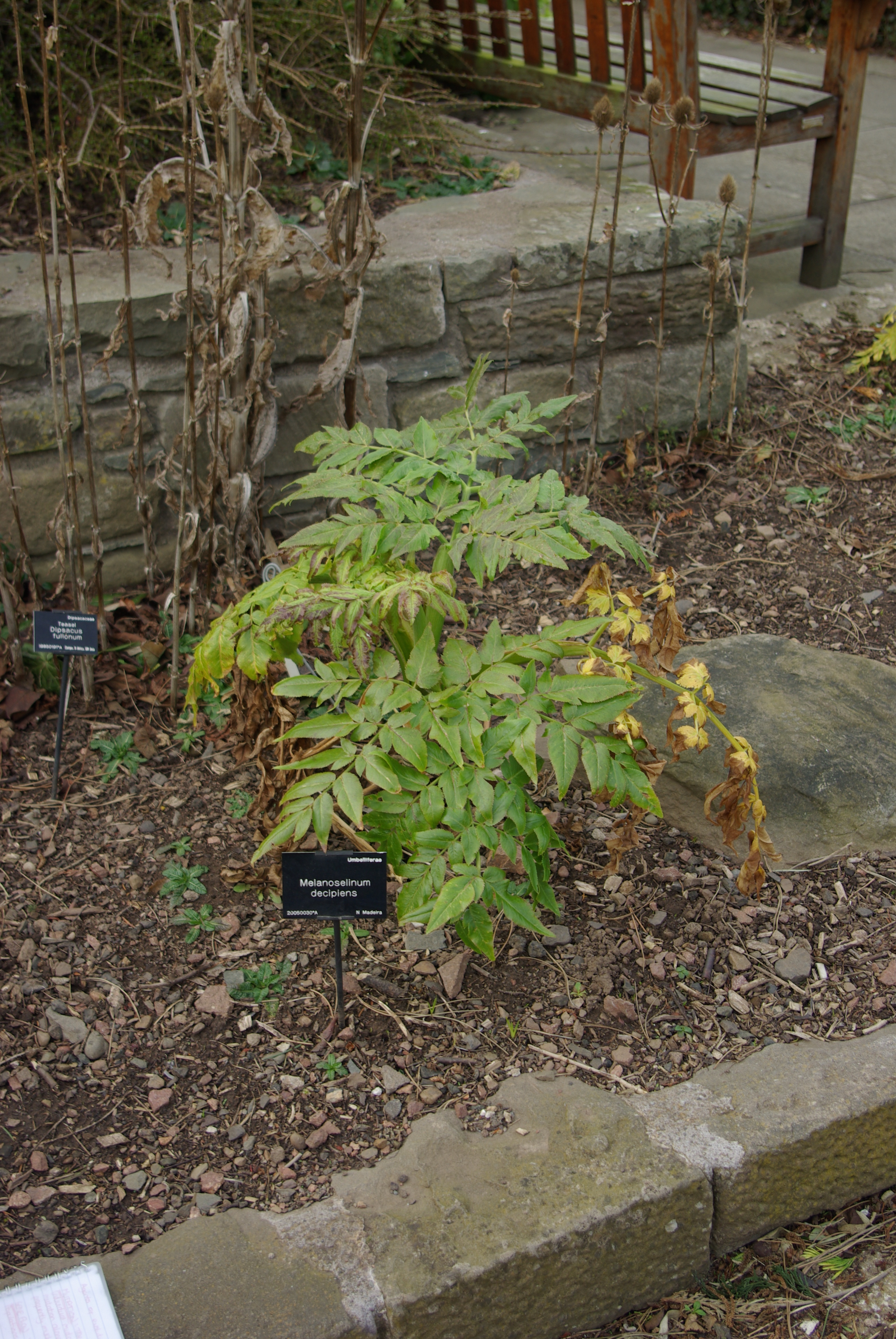
Melanoselinum decipiens
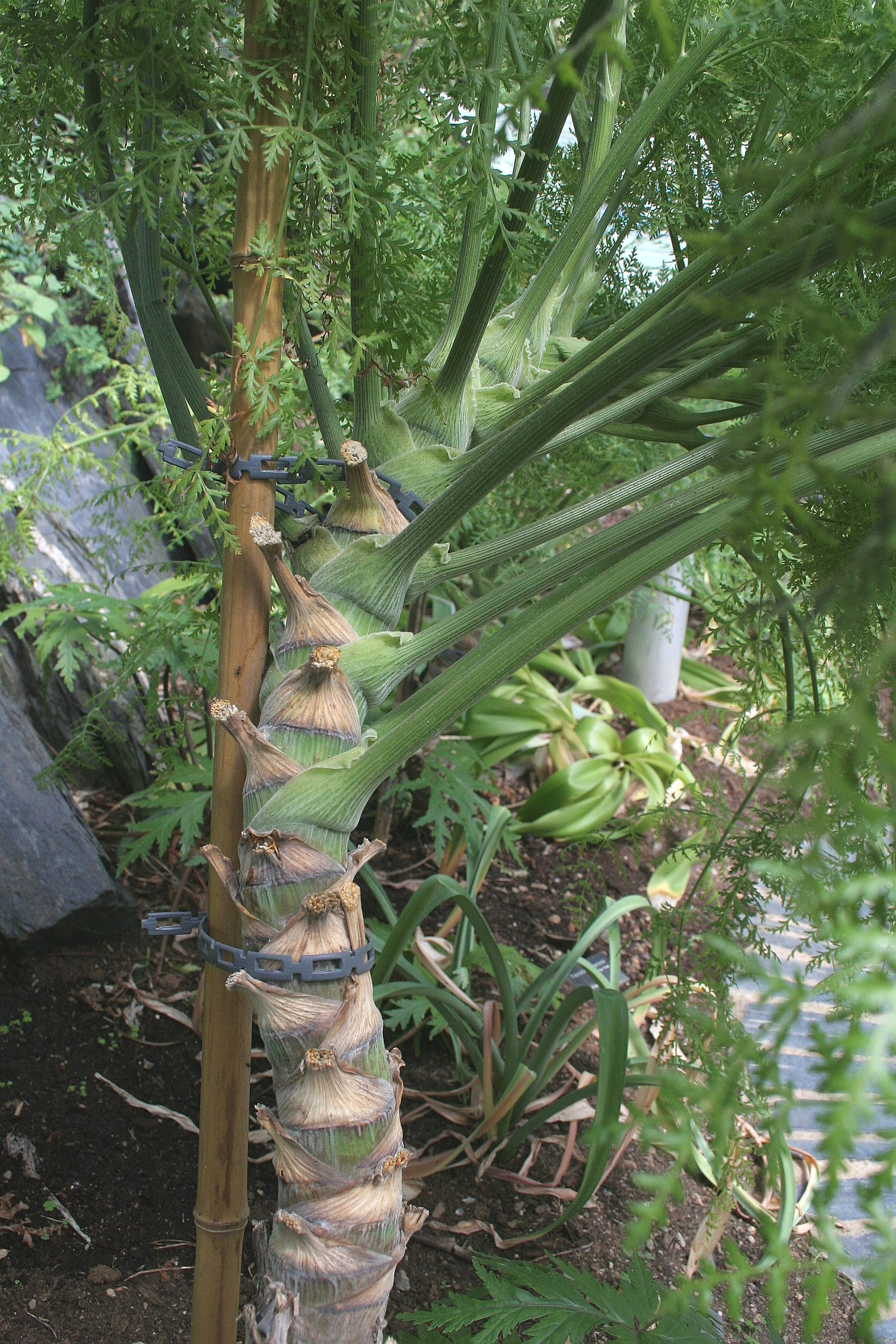
Monizia edulis02.jpg
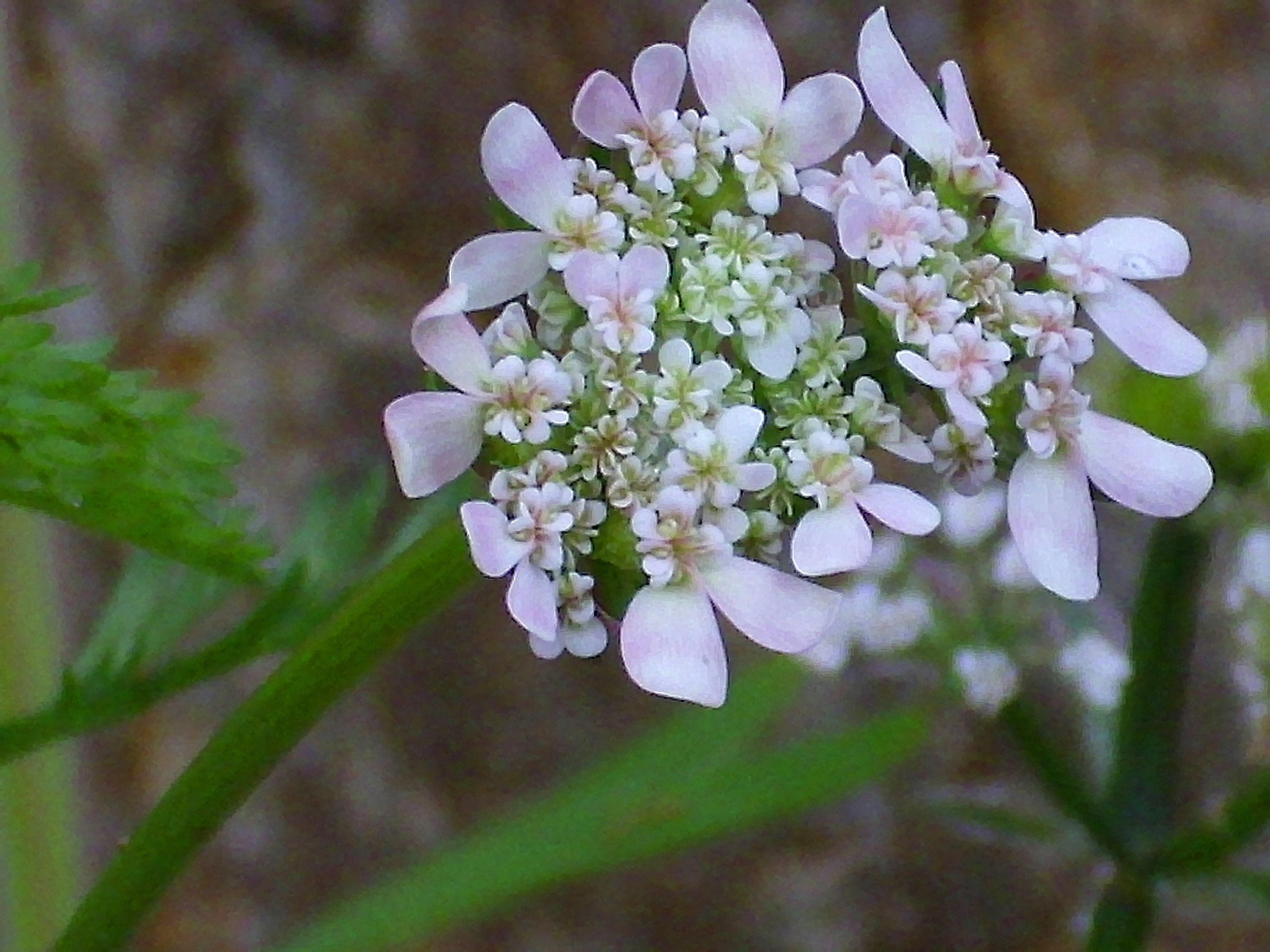
Соцветие Orlaya daucoides